# 多蘿西亞·威廉明妮 (薩克森-蔡茨)
多蘿西亞·威廉明妮（德語：Dorothea Wilhelmine von Sachsen-Zeitz，1691年3月20日—1743年3月17日），薩克森-蔡茨公爵莫里茲·威廉的女兒，母親是布蘭登堡的瑪麗亞·艾瑪莉亞。

## 家庭
1717年，多蘿西亞·威廉明妮與黑森-卡塞爾的威廉（日後的威廉八世）結婚，兩人共有1子1女：
1. 腓特烈二世（1720年—1785年）
2. 瑪麗亞·艾瑪莉亞（1721年—1744年）